# Carpenter Brut
Franck Hueso, más conocido por su nombre artístico Carpenter Brut, es un músico francés de synthwave. Hueso afirma que su relativo anonimato es una elección para dar más importancia a la música en sí, en lugar de la identidad del músico detrás de ella. Hueso comenzó a escribir música como Carpenter Brut con la intención de mezclar sonidos de películas de terror, metal, rock y música electrónica. Carpenter debutó en 2012 con un EP llamado EP I, al que le siguieron EP II (2013) Y EP III (2015), que posteriormente fueron recopilados y lanzados juntos como el álbum Trilogy (2015). También ha contribuido componiendo música para una gran variedad de bandas sonoras, tanto de películas como de videojuegos. En sus actuaciones en vivo, Carpenter Brut está acompañado en el escenario por el guitarrista Adrien Grousset y el baterista Florent Marcadet, ambos componentes de la banda francesa de metal Hacride, y en 2016 Brut realizó una gira por los Estados Unidos con la banda sueca de heavy metal Ghost.

## Discografía

### Álbumes de estudio
- Trilogy (2015)
- Leather Teeth (2018)
- Blood Machines (OST) (2020) - Banda sonora de la película 'Blood Machines' .[1]
- Leather terror (2022)

### Álbumes en vivo
- CARPENTERBRUTLIVE (2017)

### EPs
- EP I (2012)
- EP II (2013)
- EP III (2015)

### Sencillos
- «Night Stalker» (2017) - Del documental 'The Rise of the Synths'.
- «Maniac (live)» (2017)
- «Turbo Killer (live)» (2017)
- «Hush Sally, Hush!» (2019)
- «Maniac» (2020)
- «Fab Tool» (2020)

### Remezclas
- «Phoenix» (2019)
- «Machine Gungs and Peacock Feathers» (2021)

### Videos musicales
- «Le Perv» (2014)
- «Turbo Killer» (2017)
- «Inferno Galore» (2019)
- «Sunday Lunch» (2019)
- «Leather Teeth» (2019)
- «End Titles» (2019)
- «Cheerleader Effect» (2019)
- «Fab Tool» (2020)
- «Imaginary Fire» (2022)
- «The Widow Maker» (2022)